# Campeonato Carioca de Futebol de 1933 (LMDT) - Segunda Divisão
Além dos torneios da AMEA e LCF, em 1933, no Rio de Janeiro ainda houve um terceiro campeonato de segundo nível, organizado pela Liga Metropolitana de Desportos Terrestres (LMDT) e que foi vencido pelo Viação Excelsior, com o Sudan ficando com o vice-campeonato.
Em 1933 com a fundação da profissional Liga Carioca de Football (LCF), a Liga Metropolitana de Desportos Terrestres, formada apenas por clubes de pouca expressão, desistiu de tentar rivalizar com mais uma liga e se tornou subliga da LCF, ficando responsável exclusivamente pelas competições de amadores da mesma – função semelhante ao do D.A. de 1949. Os campeões a partir desse ano – ao contrário dos vencedores dos torneios realizados pela LMDT, entre 1925 e 1932, que apesar de não ser listados na cronologia oficial do Campeonato Carioca pela atual Federação de Futebol do Estado do Rio de Janeiro (FFERJ), são formalmente campeonatos estadual –, não podem mais ser considerados campeões estaduais da primeira divisão. Esta competição não é reconhecida pela FFERJ como sendo edição da Segunda Divisão do Campeonato Carioca de Futebol.

## Regulamento
As 27 equipes participantes foram divididas entre três grupos chamados de "divisões". Sendo que os três vencedores das "divisões" se enfrentariam em um triangular final para definir o campeão carioca.

## Participantes

### Divisão João Evangelista Belfort Duarte
- SC Albano (de Jacarepaguá)
- SC Campinho (de Campinho)
- CS Campo Grande (de Campo Grande)
- Deodoro AC (de Deodoro)
- Esperança FC (de Santa Cruz)
- Oriente AC (de Santa Cruz)
- SC Parames (de Jacarepaguá)
- GS Santa Cruz (de Santa Cruz)
- SC São José (de Magalhães Bastos)

### Divisão Emmanuel Augusto Nery
- SC Boa Vista (do Alto da Boa Vista)
- Fundição Nacional AC (de São Cristóvão)
- Jequiá FC (da Ilha do Governador)
- Jornal do Commercio FC (do Centro-Santo Cristo-Gamboa)
- Mauá FC (da Saúde-Centro)
- Silva Manoel AC (do Centro)
- Sparta FC (do Lins de Vasconcelos)
- Sporting Club do Brasil (do Centro)
- Triângulo Azul FC (do Centro)
- Viação Excelsior FC (de São Cristóvão)

O Jequiá desistiu do campeonato após este ter iniciado, para se integrar à segunda divisão da LCF.

### Divisão Emmanuel Coelho Netto
- Belisário Penna FC (de Vigário Geral)
- SC Enigma (de Pilares)
- SC Ideal (de Parada de Lucas)
- Irajá AC (de Irajá)
- Ramos FC
- Sudan AC (de Quintino Bocaiúva)
- Vasquinho FC (do Engenho de Dentro)
- Vicente de Carvalho FC (de Vicente de Carvalho)

## Final
O campeonato foi decidido num triangular final disputado entre os clubes vencedores das três "divisões", respectivamente CS Campo Grande, Viação Excelsior FC e Sudan AC.
| Primeira partida | Primeira partida | Primeira partida | Primeira partida               | Primeira partida        | Primeira partida |
| Equipe 1         | Resultado        | Equipe 2         | Local                          | Data                    |                  |
| ---------------- | ---------------- | ---------------- | ------------------------------ | ----------------------- | ---------------- |
| Viação Excelsior | 6 - 0            | Sudan            | Av. Pedro II, em São Cristóvão | 25 de fevereiro de 1934 |                  |

| Segunda partida | Segunda partida | Segunda partida | Segunda partida                | Segunda partida    | Segunda partida |
| Equipe 1        | Resultado       | Equipe 2        | Local                          | Data               |                 |
| --------------- | --------------- | --------------- | ------------------------------ | ------------------ | --------------- |
| Sudan           | 3 - 1           | Campo Grande    | Av. Pedro II, em São Cristóvão | 4 de março de 1934 |                 |

| Terceira partida | Terceira partida | Terceira partida | Terceira partida               | Terceira partida    | Terceira partida |
| Equipe 1         | Resultado        | Equipe 2         | Local                          | Data                |                  |
| ---------------- | ---------------- | ---------------- | ------------------------------ | ------------------- | ---------------- |
| Campo Grande     | 2 - 4            | Viação Excelsior | Av. Pedro II, em São Cristóvão | 11 de março de 1934 |                  |

### Premiação
| Campeão da LMDT de 1933 - Segunda Divisão |
| Rio de Janeiro                            |
| ----------------------------------------- |
| Viação Excelsior                          |